# Lozon (rivière)
Pour les articles homonymes, voir Lozon (homonymie).
Le Lozon est une rivière française de Normandie, affluent de la Taute en rive droite, dans le département de la Manche.

## Géographie
Le Lozon prend sa source au sud du bourg de Cametours et prend la direction du nord-est. Il réoriente son cours au nord-ouest à Marigny, puis prend une direction nord quelques kilomètres plus loin. Il se joint aux eaux de la Taute entre Marchésieux et Tribehou, après un parcours de 24,7 km, entre Coutançais et Saint-Lois.

## Bassin et affluents
Couvrant 118 km2, le bassin versant du Lozon est voisin du bassin direct de la Taute ou de ses courts affluents à l'ouest, de la Terrette, autre affluent de la Taute, du nord-est au sud-est, et de la Sienne par son affluent la Soulles au sud-ouest. Le confluent avec la Taute est au nord du bassin.
Le principal affluent est la Venloue, longue de 15,1 km, qui conflue en rive gauche entre Marchésieux et Remilly-sur-Lozon et qui occupe la partie occidentale du bassin. Deux autres affluents dépassent les 5 km : l'Orogale (8 km, en rive droite entre Remilly-sur-Lozon et Les Champs-de-Losque) et le ruisseau de la Jusselière (6,8 km, en rive gauche au Lorey).

## Communes traversées
- Manche : Cametours, Marigny-Le-Lozon, Hauteville-la-Guichard, Remilly Les Marais, Marchésieux, Tribehou.